# Бриджмен, Перси Уильямс
Пе́рси Уи́льямс Бри́джмен (Бри́джман) (англ. Percy Williams Bridgman; 21 апреля 1882, Кембридж, Массачусетс — 20 августа 1961,  Рэндольф, Нью-Гемпшир) — американский физик, лауреат Нобелевской премии по физике в 1946 г. «за изобретение прибора, позволяющего создавать сверхвысокие давления, и за открытия, сделанные в связи с этим в физике высоких давлений».
Член Национальной академии наук США (1918), иностранный член Лондонского королевского общества (1949).

## Биография
Бриджмен родился в Кембридже, США. Единственный ребёнок в семье. Отец, Раймонд Ландон Бриджмен, был газетным репортёром. В детстве увлекался шахматами, занимался спортом.
Поступил в Гарвардский университет в 1900 г., изучал там физику, химию и математику. В 1904 году окончил университет с отличием.
С 1910 г. преподавал в Гарварде, с 1919 г. в качестве профессора. С 1954 года — почётный профессор в отставке.
В 1905 г. он начал исследования некоторых явлений при высоких давлениях. Из-за поломки установки ему пришлось изменить её, в результате чего он изобрёл новый блок (систему двойного сжатия — компрессор, действующий внутри сосуда высокого давления), позволявший получать давления до 100 тысяч атмосфер (10 ГПа), рекордным стало достижение рубежа 400 000 атм. Такие давления стали огромным достижением по сравнению с теми, которые достигались до того — 3000 атмосфер (0.3 ГПа). Также его имя известно в связи с прокладкой Бриджмена (выполненная из резины или мягкого металла, сжатая под давлением, большим, чем в перекрытом ею сосуде с газом, она автоматически уплотнялась при возрастании давления и не давала течи) и термодинамическим уравнением Бриджмена.
При помощи новой установки было исследовано множество новых явлений, включая влияние давления на электрическое сопротивление, а также поведение жидкостей и твёрдых тел при высоких давлениях.
Также Бриджмен известен своими исследованиями электрической проводимости металлов и свойств кристаллов. В 1908 году он защитил докторскую диссертацию о влиянии давления на электрическое сопротивление ртути. Им был открыт «горячий лёд», устойчивый при 180° по Фаренгейту (почти 80° по Цельсию) и давлении около 20 000 атм.
В 1920 году дал систематическое изложение анализа размерностей.
Участник американского атомного проекта, привлечённый своим учеником Опенгеймером, разрабатывал технологии сжатия урана и плутония.
Кроме того, он писал книги по философии современной науки, защищал концепцию операционализма. Критиковал Эйнштейна за непоследовательность в научной работе (хотя и давший повод к развитию операционализма, тот не следовал его принципам, не перенеся в общую теорию относительности «те уроки и то понимание, которым он сам учил нас в своей специальной теории относительности»). В 1950-е годы под влиянием критики и собственных размышлений стал менее радикальным в своих научных принципах, пытался реформировать теорию операционализма, превратив её в нечто малоопределённое.
Лауреат Нобелевской премии по физике (1946) за создание научного оборудования для исследований в области физики высоких давлений и научные результаты в этой области.
Выступил одним из 11 подписавших антивоенный манифест Рассела — Эйнштейна (1955).
Личность Бриджмена характеризовал ярко выраженный индивидуализм, он принципиально отказывался от всех общественных обязанностей, никогда не посещал факультетские собрания и очень редко — университетские, на замечание ректора ответил: «Меня не интересует ваш колледж, я хочу заниматься исследованиями»; он не желал проводить исследования совместно и принципиально не брал аспирантов сверх минимально необходимого их числа.
После обнаружения у него рака с метастазами Бриджмен совершил самоубийство, застрелившись из охотничьего ружья. В предсмертной записке он написал: «Общество не должно заставлять человека делать это своими руками. Вероятно, это последний день, когда я еще способен сделать это сам». Впоследствии эта фраза часто цитировалась в дебатах на тему эвтаназии.

## Основные труды
- Dimensional Analysis. Yale University Press, 1922.
- The Logic of Modern Physics. Beaufort Books, 1927. Online excerpt.
- Thermodynamics of Electrical Phenomena in Metals and a Condensed Collection of Thermodynamic Formulas. MacMillan, 1934.
- The Nature of Physical Theory. John Wiley & Sons, 1936.
- The Intelligent Individual and Society. MacMillan, 1938.
- The Nature of Thermodynamics. Harper & Row, Publishers, 1941.
- The Physics of High Pressure. G. Bell, 1952.
- The Way Things Are. Harvard Univ. Press., 1959.
- A Sophisticate’s Primer of Relativity. Routledge & Kegan Paul, 1962.
- Collected experimental papers. Harvard University Press, 1964.
- Reflections of a Physicist. Arno Press, 1980; ISBN 0-405-12595-X

## Память
- В честь Перси Уильямса Бриджмена в 1970 г. назван кратер на Луне.